# Мутеба Кідіаба
Мутеба Кідіаба (фр. Muteba Kidiaba, нар. 1 лютого 1976, Лубумбаші) — конголезький футболіст, воротар клубу «ТП Мазембе».
Виступав, зокрема, за клуб «Сен-Лук Кананг», а також національну збірну Демократичної Республіки Конго.

## Клубна кар'єра
У дорослому футболі дебютував 2001 року виступами за команду клубу «Сен-Лук Кананг».
До складу клубу «ТП Мазембе» приєднався 2002 року. Відтоді встиг відіграти за команду з Лубумбаші 368 матчів в національному чемпіонаті.

## Виступи за збірну
У 2002 році дебютував в офіційних матчах у складі національної збірної Демократичної Республіки Конго. Наразі провів у формі головної команди країни 60 матчів.
У складі збірної був учасником Кубка африканських націй 2015 року в Екваторіальній Гвінеї.

## Титули і досягнення
- Переможець Чемпіонату африканських націй: 2009
- Бронзовий призер Кубка африканських націй: 2015